# مردم غربتی
مردم غربتی یا غربت یک گروه عشایر ساکن ایران، افغانستان و آسیای میانه هستند. زبان‌های آن‌ها نیز غربتی نامیده می‌شود. آن‌ها از کولی‌ها متفاوت هستند اما در برخی مناطق اصطلاح کولی و غربتی هر دو به یک معنا هستند.
گروه‌هایی از غربتی‌ها در جوار ایل‌های باصری و قشقایی زندگی می‌کنند.